# Государственный строй Японии
Япония — унитарное демократическое национальное государство, парламентская конституционная монархия. Основной закон — Конституция 1947 года, которая предусматривает верховенство права, коллегиальность управления, незыблемость и неприкосновенность прав человека, соблюдение принципов пацифизма. Носителем государственного суверенитета является японский народ. Власть делится на три ветви — законодательную , исполнительную и судебную. Первая представлена двухпалатным парламентом, вторая — Кабинетом министров и органами исполнительной власти на местах, третья — Верховным и региональными судами. Муниципалитеты разных уровней имеют широкие права самоуправления. Высшим органом власти является Парламент. Формальный глава государства — Император Японии: фактический — премьер-министр, руководитель Кабинета министров. Вопреки демократическим декларациям, ярчайшей чертой политической системы является клановость, уходящая своими корнями в феодальное прошлое Японии.

## Конституция

### Старая конституция
Первая японская конституция была принята в 1889 году, во времена существования Японской империи. Она была создана коллективом юристов под руководством Ито Хиробуми по образцу прусской конституции, предусматривавшей конституционно-монархический строй. Японская конституция была жалованной конституцией, то есть предоставлялась населению Императором. Она предусматривала широкие права для японского монарха, который был носителем государственного суверенитета. Император мог принимать решения в сферах внутренней и внешней политики в обход решений кабинета министров или парламента, имел право выдавать рескрипты и приказы, имевшие силу законов, был верховным главнокомандующим японских армии и флота. Главным законодательным органом государства был двухпалатный парламент. Нижняя палата формировалась из депутатов, избираемых на общенациональных выборах (Палата представителей), верхняя — из депутатов, назначаемых Императором и принадлежавших к сословию титулованной знати (Палата пэров). Функции парламента были ограничены — он лишь утверждал законопроекты, которые присылало правительство от имени монарха. Правительство империи называлось Кабинетом министров. Оно создавалось по приказу Императора и выполняло роль органа, который помогал монарху в управлении страной. Судопроизводство также велось от имени Императора. Население Японии считалось подданными императора. Института гражданства не существовало. Конституция гарантировала основные права и свободы населению страны, однако они ограничивались законами. Также устанавливались обязанности на уплату налогов и отбывание общевойсковой повинности. Обязательность образования определялась Императорскими рескриптами.

### Новая конституция
В 1945 году Япония потерпела поражение во Второй мировой войне. 3 ноября 1946 года, под давлением оккупационных властей, японское правительство приняло новую демократическую конституцию Японии. Она вступила в силу 3 мая 1947 года. Конституция провозглашалась основным законом страны. Носителем государственного суверенитета определялся японский народ, осуществляющий управление страной опосредованно — через представителей в Парламенте и региональных советах, избираемых голосованием. Статус Императора был снижен. Он становился символом Японского государства, суверенитета и единства японской нации, но практически лишался права управлять страной. Роль Императора сводилась в основном к церемониальным функциям — подписанию законов, правительственных постановлений, приёму глав иностранных государств. Новая конституция признавала верховенство основных прав человека, их незыблемость и неприкосновенность. Одновременно с этим устанавливался институт гражданства, определялась обязательность уплаты налогов, труда, образования. Парламент страны оставался двухпалатным, однако Палата пэров заменялась на Палату советников. Все привилегированные сословия и олигархические институты отменялись. Особенностью новой конституции была 9-я статья, которая провозглашала пацифизм основным принципом государственной политики. Япония отказывалась от войны как средства решения международных проблем и отменяла институт вооружённых сил.
Конституция 1947 года остаётся в силе и в начале 21 века. В случае несоответствия её положений реальному состоянию дел в стране и мире предусматривается механизм принятия поправок в Конституцию. Сначала проект поправки принимается в обеих палатах Парламента двумя третями голосов депутатов. После этого поправка выносится на национальный референдум, где её должны одобрить более половины граждан страны, имеющих право голоса. Принятую поправку объявляет Император от имени японской нации.

## Права человека

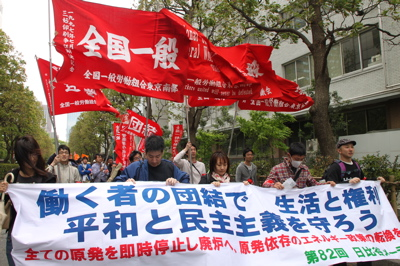
Антиядерная демонстрация в защиту права на сохранение окружающей среды.

Основные права человека гарантируются Конституцией Японии. Они определяются как вечные и незыблемые. К этим правам относятся право на равенство, свободу, социальные права, защиту основных прав человека. Конституция позволяет ограничивать права человека, если они нарушают общественное совместное благосостояние или права других людей.
Право на равенство граждан Японии перед законом действует независимо от их социально-экономического статуса, политических и религиозных убеждений, половой или расовой принадлежности. Этим правом запрещается дискриминация граждан Японии по вышеуказанным критериям. Право на свободу гарантирует телесную, духовную и экономическую свободу гражданина. Он может свободно выбирать веру, образование, род деятельности, место проживания и т. д. Запрещаются рабство, пытки, незаконное заключение. Социальные права гарантируют гражданам удовлетворение минимальных жилищных, культурных и оздоровительных потребностей, определяют бесплатность обязательного образования и признают право человека на труд, защиту от безработицы и эксплуатации. Для защиты своих основных прав граждане Японии имеют дополнительные права на участие в политической жизни через выборы, право на государственную помощь и возмещение ущерба.
Среди новых прав, которые определяют новейшее японское законодательство, имеется право на надлежащее содержание окружающей среды, право на информацию и право на конфиденциальность и защиту частной жизни.
По данным организации «Международная амнистия» на 2011 год в Японии в целом придерживаются основных прав человека. Однако существуют случаи дискриминации женщин, иностранцев, внебрачных детей; сексуальных домогательств на работе (см. также Дискриминация в Японии); чрезмерной эксплуатации работников; издевательства над детьми в образовательных учреждениях; несоблюдение прав заключённых. По индексу восприятия коррупции в 2017 году страна занимала 20-е место.

## Политическая жизнь

### Выборы

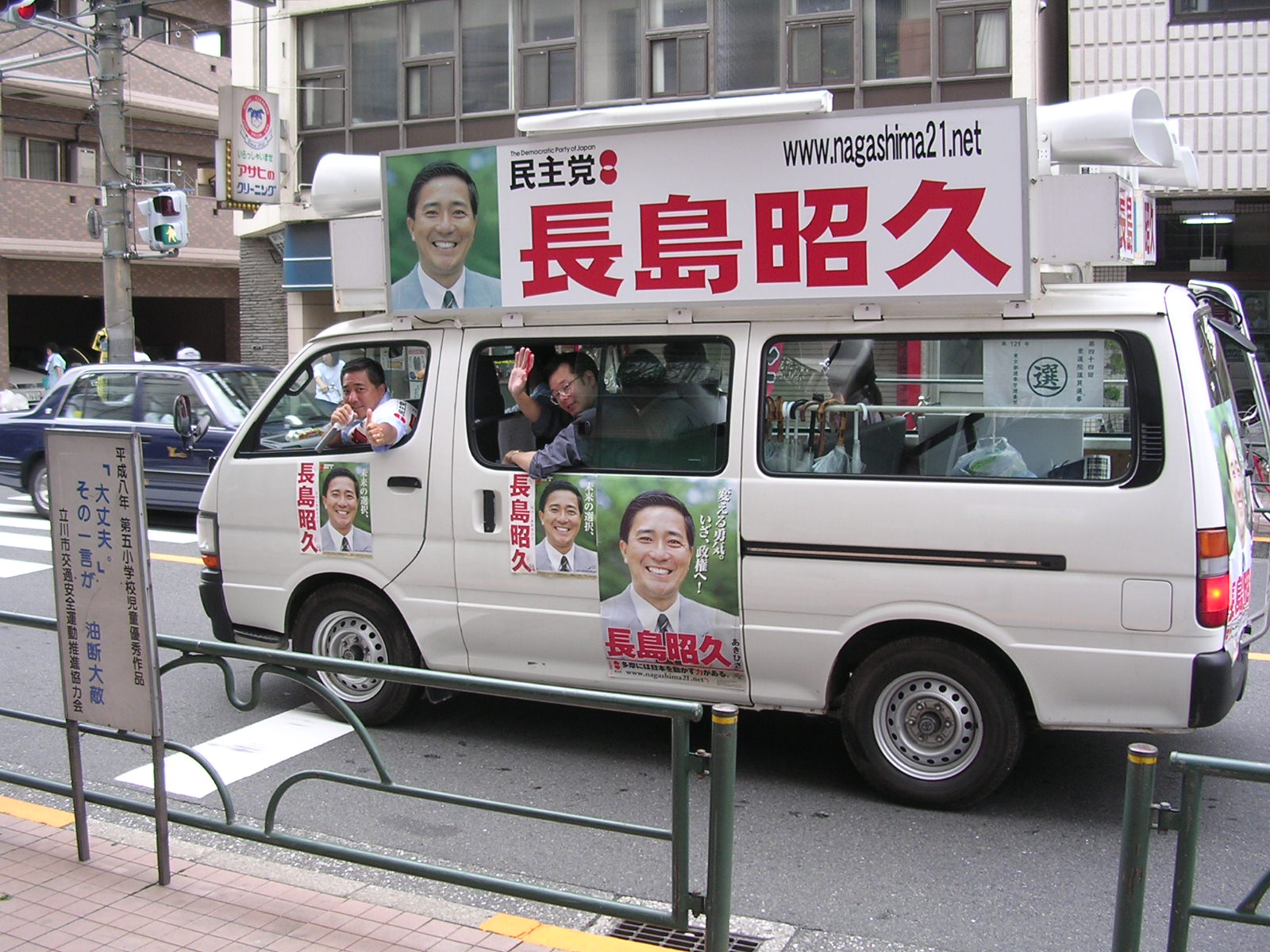
Агитационная кампания 2005 года. Автобус Акихисы Нагасимы, кандидата от Демократической партии Японии

Япония является страной с представительной демократией. Граждане участвуют в управлении страной путём избрания своих представителей главами муниципалитетов, депутатами местных советов или Парламента. В связи с этим, выборы этих представителей являются наиболее важными во внутриполитической жизни Японии. Выборы проходят за соблюдением принципов всеобщего, равного, прямого, тайного голосования. Право голоса имеют все граждане Японии старше 20 лет. Возрастной ценз для депутатов Палаты представителей, региональных советов или глав муниципалитета — 25 лет; для депутатов Палаты советников и глав префектур — 35 лет .
Выборы проходят в избирательных округах. Они подразделяются на большие и малые. Большие округа являются многомандатными, в которых избираются депутаты в Парламент в рамках пропорциональной системы, по так называемым партийным спискам. Барьер для прохода в парламент составляет 2%. Малые округа являются одномандатными, где избираются депутаты Парламента и местные советы по мажоритарной системе . Выборы должны состояться через 30 дней после их объявления. Продолжительность парламентской избирательной кампании — 17 дней, других — от 5 до 17 дней.

### Политические партии
Основными участниками японской политической жизни, которые определяют стратегию и тактику развития страны, являются политические партии. Они предлагают гражданам программы развития Японии, для реализации которых пытаются получить поддержку на выборах и принять участие в управлении страной. Основные места в Парламенте и местных советах занимают представители этих партий. Они формируют японское центральное и местные правительства. Партия, имеющая большинство в Парламенте, имеет право возглавить Кабинет министров. Она называется правящей, а её Кабинет — партийным. Меньшие парламентские партии могут формировать коалицию с правящей партией или выступать в роли оппозиции с критикой правящей партии.
В послевоенной Японии, несмотря на существование многопартийности, господствует двухпартийная парламентская система. В течение почти всей второй половины 20 века страной руководила правоцентристская Либерально-демократическая партия, в оппозиции которой находилась социал-либеральная Демократическая партия. В начале 21 века обе партии поменялись ролями. По состоянию на 2022 год у власти находятся либерал-демократы, а демократы находятся в оппозиции. Лидер Либерально-демократической партии Фумио Кисида занимает пост премьер-министра страны. Другими политическими партиями, которые представлены в меньшинстве в японском парламенте, являются Комэйто, Социал-демократическая и Коммунистическая партии. В зависимости от своих интересов они периодически формируют коалицию с правящими партиями или выступают в оппозиции.

## Император

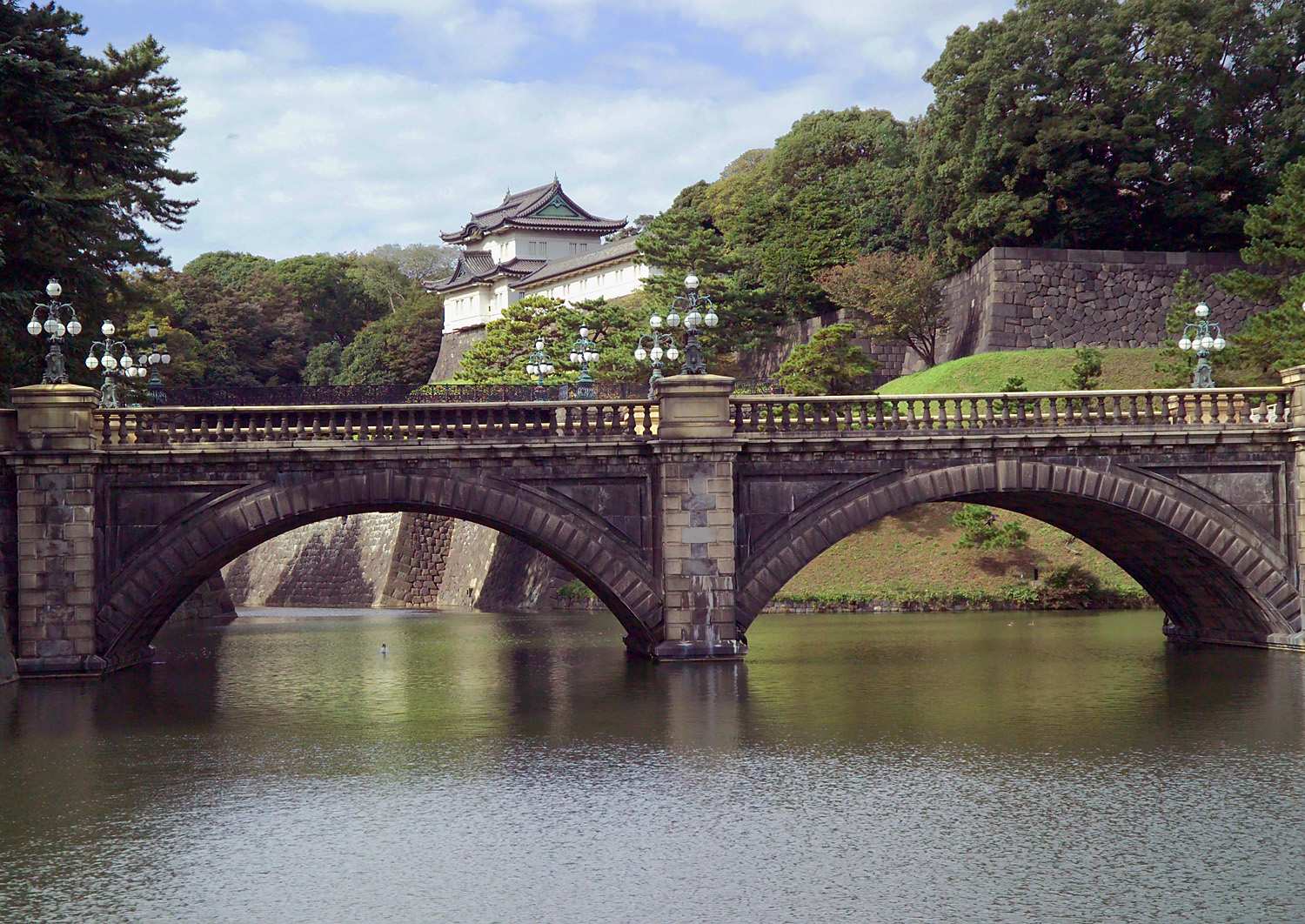
Парадный каменный мост Токийского Императорского дворца.

Согласно действующей Конституции, Император является «символом японского государства и единства японской нации». Он выполняет функции формального главы государства, хотя этот статус за ним юридически не закреплён. В отличие от времён Японской империи, Император лишён права управлять государством. Он выполняет только церемониальные функции и все свои действия в политической сфере обязан согласовывать с Кабинетом министров страны.
По совету и одобрению Кабинета, император производит следующие действия (ст. 7):
1. Опубликование поправок к Конституции, законов, правительственных указов и международных договоров;
2. Созыв Парламента;
3. Роспуск Палаты представителей;
4. Объявление всеобщих парламентских выборов;
5. Подтверждение назначений и отставок государственных министров и других предусмотренных законом государственных служб в соответствии с законом, а также полномочий, мандатов и верительных грамот послов и посланников;
6. Подтверждение амнистий и помилований, смягчений наказаний, освобождений от исполнения приговоров и восстановление в правах;
7. Пожалование наград;
8. Подтверждение ратификационных грамот и других предусмотренных законом дипломатических документов;
9. Приём иностранных послов и посланников;
10. Отправление церемоний.

Согласно Статье 8, «Никакое имущество не может быть передано Императорской фамилии, получено ею или принесено ею в дар кому-либо, иначе как в соответствии с резолюцией Парламента».
Император и Императорский дом ограничены в своих имущественных правах. Они не имеют права принимать или дарить имущество без разрешения Парламента. По действующему закону об императорском доме от 1947 года Император выполняет свои обязанности пожизненно. Его преемник избирается из числа мужчин по мужской линии основной ветви Императорского рода. В случае болезни или несовершеннолетия Императора предусматривается институт регентства. Всеми делами Императора и Императорского дома занимается Управление Императорского двора при Кабинете министров Японии.
С 1 мая 2019 года императором Японии является Император Нарухито .

## Парламент

### Статус
Высшим органом власти в Японии является Парламент — «Государственный Совет». Он является выразителем воли японского народа, носителя государственного суверенитета. Парламент является также единственным законодательным органом государства. Только он имеет право принимать законы.
Японский Парламент является двухпалатным. Он формируется из нижней Палаты представителей и верхней Палаты советников. Первая состоит из 465 депутатов, избираемых на 4 года. Она рассматривает и утверждает основные законопроекты. Вторая палата состоит из 245 депутатов, избираемых на 6 лет. Она проверяет законопроекты, принятые нижней палатой, утверждает или отсылает их на доработку.
Депутаты обеих палат избираются на выборах прямым голосованием. Возрастной ценз для депутатов Палаты представителей — 25 лет, для Палаты советников — 30 лет. 300 депутатов Палаты представителей избираются в одномандатных округах, а остальные 180 — в 11 общенациональных многомандатных округах. 98 депутатов Палаты советников избирают в одномандатных округах, а остальные сто сорок шесть в 47 префектурных многомандатных округах. Выборы проходят по пропорциональной системе.
Палата представителей имеет больше полномочий, чем Палата советников. В частности, нижняя палата может принимать законопроекты двумя третями голосов своих депутатов, если верхняя палата отклонила законопроект или не рассмотрела его в течение 60 дней. Решение Палаты представителей при утверждении бюджета, ратификации договоров и назначении премьер-министра получает статус всепарламентского, когда между обеими Палатами не достигнуто соглашение по этим вопросам или Палата советников не приняла собственное решение. Также Палате представителей принадлежит прерогатива выражения вотума недоверия правительству.

### Сессии. Роспуск
Сессии Парламента происходят периодически. Они созываются по приказу Кабинета министров и открываются при участии Императора. Сессии Парламента бывают пленарными, временными и чрезвычайными. Пленарная сессия начинается каждый год в середине января и длится 150 рабочих дней. Она может быть продлена по совместному решению обеих Палат. На пленарных сессиях принимаются бюджет страны на следующий год, проходит обсуждение и принятие законопроектов. Временная сессия Парламента может иметь место после окончания обычной сессии, во время парламентских каникул, в случае возникновения какой-либо политической проблемы. Такая сессия может быть созвана по требованию Кабинета министров или требованию четверти депутатов какой-либо из Палат. Чрезвычайные сессии имеют место в результате роспуска Палаты представителей по указанию премьера после выражения вотума недоверия правительству. Они проходят через 30 дней после завершения досрочных 40-дневных выборов в Палату.
Палата представителей может быть распущена по решению премьер-министра страны в случае противостояния правительства и парламента. Палата советников роспуску не подлежит, но прекращает работу на время досрочных выборов в Палату представителей. В чрезвычайных ситуациях, произошедших в период этих выборов, Кабинет министров может созвать только Палату советников для принятия политических решений. Эти решения могут потерять силу, если не будут приняты в течение 10 дней после открытия чрезвычайной сессии новоизбранной Палаты представителей.

### Обязанности. Принятие законов
В обязанности и прерогативы японского Парламента входит:
1. принятие законов, ратификация международных договоров, инициация поправок в Конституцию;
2. обсуждение и утверждение государственного бюджета, предложенного Кабинетом министров;
3. избрание премьер-министра из депутатов Парламента, высказывание вотума недоверия Кабинету министров, проверка государственного управления, которое осуществляет Кабинет министров;
4. принятие импичмента судей, допустивших нарушения при исполнении судопроизводства.

Процесс принятия законов в Парламенте проходит следующим образом. Сначала депутаты Парламента или Кабинет Министров подают законопроект председателю одной из Палат. Ознакомившись с ним, глава передает законопроект профильным комитетам, в которых депутаты проводят экспертизу документа. В особых случаях кроме экспертизы проводят общественные слушания, в которых привлекают ученых и специалистов, не являющихся членами Парламента, но имеющих более глубокие знания предмета, чем депутаты. В случае одобрения законопроекта комитетами, его отсылают для принятия на парламентском заседании. После принятия документа одной Палатой, его передают председателю другой палаты. В этой палате законопроект проходит те же стадии рассмотрения, как и в предыдущей. В случае неодобрения, документ обсуждается на совместном заседании обеих Палат. Если утверждённый Палатой представителей законопроект был отклонен Палатой советников, первая может предоставить ему статус закона, повторно приняв двумя третями голосов. Новый закон передается главами Палат через Кабинет министров, который сообщает об этом Императору. Последний должен объявить его в течение 30 дней со дня извещения.

## Кабинет министров

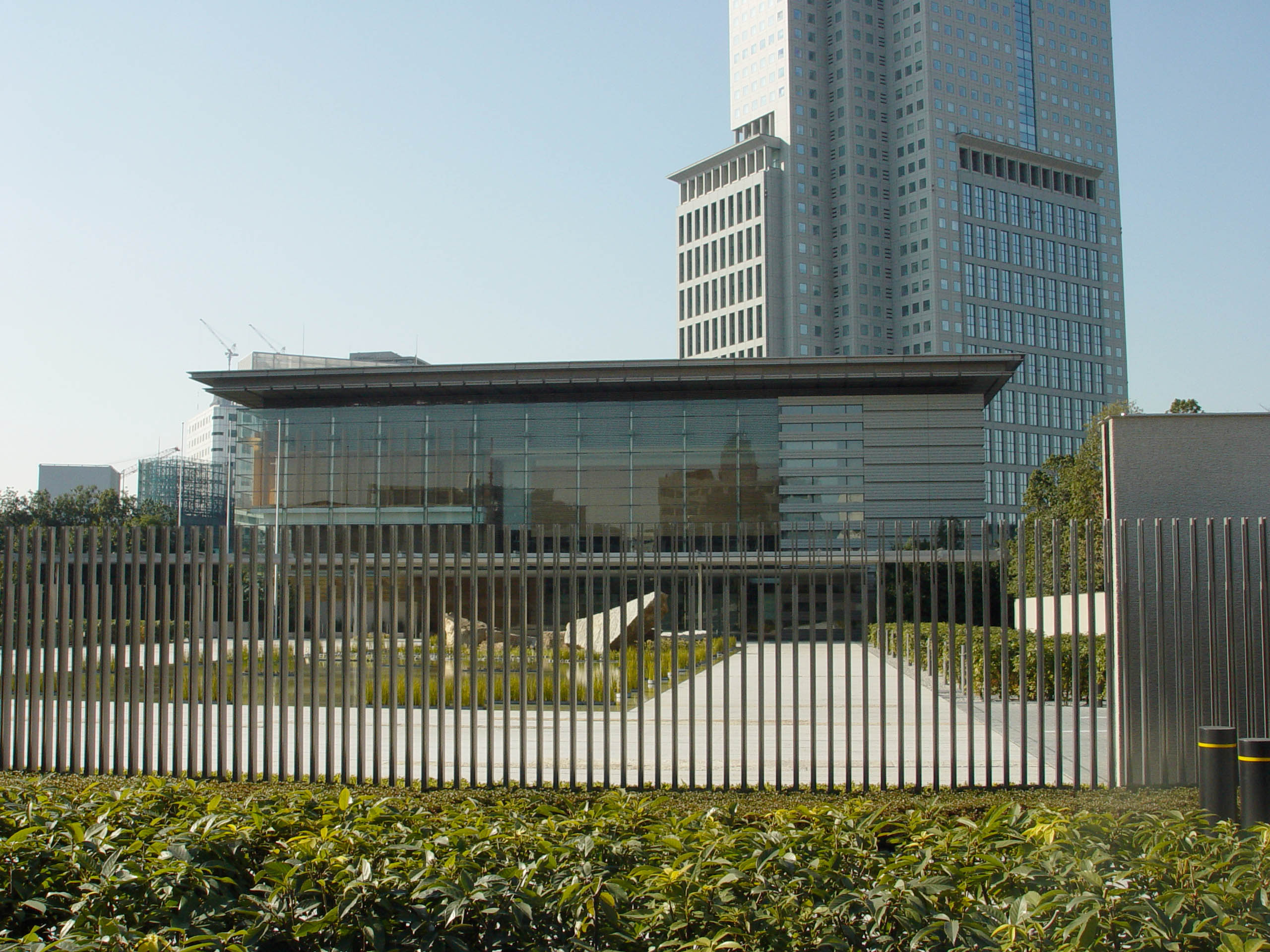
Резиденция премьер-министра Японии.

Кабинет министров является руководящим органом исполнительной власти в Японии. Он управляет страной в соответствии с законами и бюджетом, утверждёнными Парламентом. Кабинет министров часто называют правительством Японии. Его возглавляет премьер-министр — фактический глава государства. Он избирается среди депутатов Парламента и утверждается Императором. Кабинет состоит из государственных министров, числом от 14 до 17 человек, возглавляющих профильные министерства. Их всех назначает премьер. По законодательству все министры должны быть гражданскими лицами. Премьер-министр председательствует на правительственных совещаниях, имеет единоличное право увольнять министров.
Кабинет министров руководит страной согласно вотуму доверия, предоставленного парламентом. Половина членов Кабинета должна назначаться из депутатов обеих парламентских палат. Фактически японский Парламент является местом формирования японского правительства.
Кабинет министров отвечает перед Парламентом за выполнение государственного управления и, в случае неудовлетворительных результатов, уходит в отставку. Она происходит после принятия Палатой представителей вотума недоверия правительству. За 10 дней, при наличии конфликта интересов Парламента и Кабинета министров, глава правительства может распустить Палату представителей и назначить новые выборы, чтобы узнать, кого поддерживают граждане. Если проправительственная партия набирает на выборах большинство голосов — Кабинет переизбирается на новый срок; если проправительственная партия проиграет — правительство в полном составе уходит в отставку. Кроме того, Кабинет каждый раз обновляется после новых выборов в Палату представителей.
Основными обязанностями и правами Кабинета министров является:
1. управление страной на основе законов и бюджета, принятых Парламентом;
2. подписание международных договоров;
3. представление на рассмотрение Парламента проекта бюджета на следующий год;
4. принятие правительственных постановлений и приказов для выполнения законов;
5. созыв временной сессии Парламента и чрезвычайного заседания Палаты советников, роспуск Палаты представителей, представление законопроектов в Парламент;
6. выдвижение кандидата на должность председателя Верховного суда и назначение судей низших инстанций;
7. предоставление советов Императору Японии в государственных церемониальных делах и утверждение протоколов церемоний с участием императора.

С сентября 2023 года в стране действует Кабинет министров, сформированный Либерально-демократической партией Японии. Его возглавляет премьер-министр Фумио Кисида, председатель партии.

## Суды

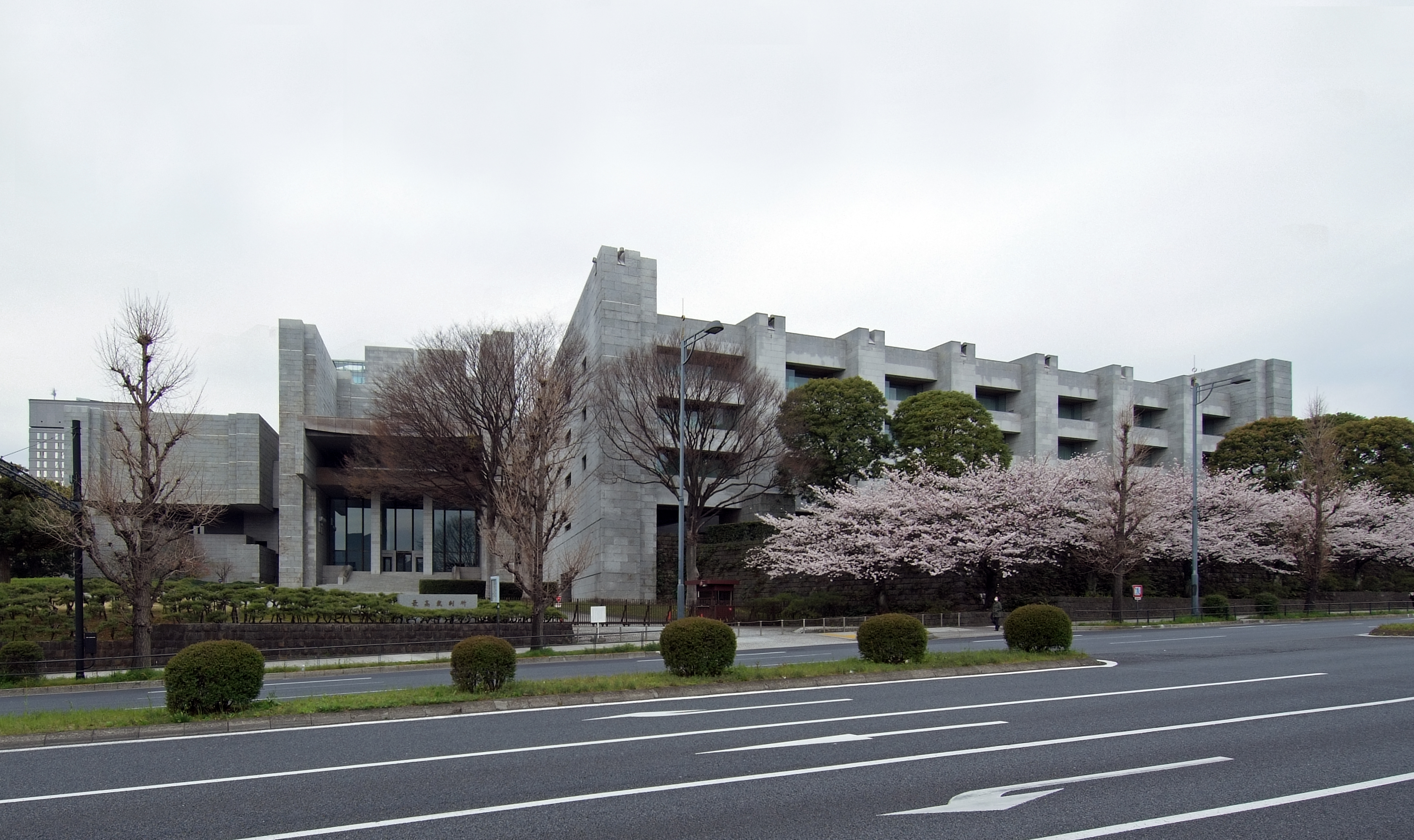
Верховный суд Японии.

Суды являются органами судебной власти в Японии. Они существуют для надзора за исполнением законов и решения конфликтов в соответствии с действующим законодательством. Судебная власть Японии является независимой от исполнительной и законодательной властей. Это необходимое условие для осуществления справедливого судопроизводства. Суды возглавляются независимыми судьями, при разрешении дел руководствующихся только Конституцией, законами и собственной совестью. Одной из главных прерогатив судебной власти является конституционный контроль — проверка соответствия законов, принятых Парламентом, и постановлений, изданных правительством, действующей Конституции Японии. Поэтому суды называют «конституционными часовыми».
Японские суды делятся на Верховный суд Японии и суды низшей инстанции. Последние состоят из высших, районных, семейных и дисциплинарных судов. Верховный суд является высшим органом судебной власти в стране. Он обладает правом конституционного контроля и выступает судом последней инстанции, решения которого не подлежат обжалованию. Верховный суд формируется из председателя и 14 судей, которые номинируются Кабинетом министров и назначаются Императором. Судьи судов низшей инстанции назначаются Кабинетом министров.
Судопроизводство подразделяется на гражданское и уголовное. Оно проводится на основе «Шести кодексов» — сборника всех главных законов Японии.
Суды по гражданским делам рассматривают конфликты относительно финансов, недвижимости, торговых сделок, транспорта, выплаты компенсаций и т. д. Обычно гражданские дела проходят с участием адвокатов истца и ответчика. Если стороны не согласны с решением суда, он вправе применить силовые методы для выполнения своего решения.
Суды по уголовным делам рассматривают случаи, связанные с убийствами, грабежами, хулиганством и другими антисоциальными преступлениями. На стороне пострадавшего в роли обвинителя выступает прокурор, на стороне подозреваемого в роли защитника — адвокат. Все подозреваемые имеют презумпцию невиновности, пока их вина не будет доказана в суде. В зависимости от результатов судебного процесса судья выносит соответствующий приговор.
Как правило, все судебные заседания являются открытыми для общественности. Однако по единодушному решению судей, ведущих процесс, заседание может проходить за закрытыми дверями. Если сторона, участвовавшая в судебном процессе, была не удовлетворена решением суда, она может подавать апелляцию в вышестоящий, а после него — в Верховный суд.

## Местное самоуправление

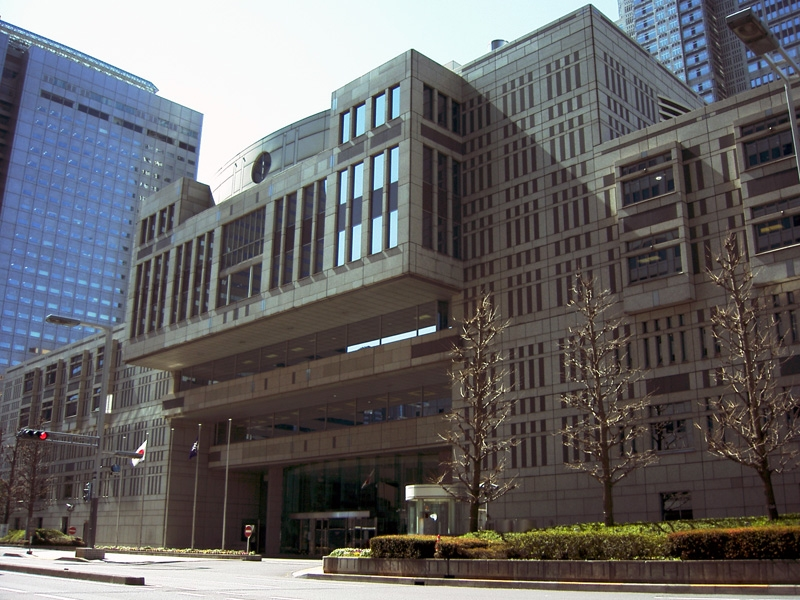
Здание Токийского префектурного совета.

Местное самоуправление в Японии осуществляется на уровне административных единиц — префектур, городов, посёлков и сёл. В стране его называют «школой демократии». Община каждого из этих уровней выбирает себе власть, занимающуюся делами местного водоснабжения, пожарной службой, библиотеками, утилизацией мусора, заботой о пожилых гражданах, содействием промышленности и т. д.
Власть местной общины состоит из однопалатного совета и правительства. Советы бывают префектурными и муниципальными. Муниципальные советы делятся на городские, поселковые и сельские. Депутаты советов избираются прямым, тайным голосованием, сроком на 4 года. Возрастной ценз для депутатов префектурных советов составляет 25 лет. Советы принимают подзаконные акты, действующие на подконтрольной советам территории, обновляют или отменяют прошлые постановления. Депутаты советов обязаны принимать местный бюджет. Исполнительные органы власти местного самоуправления представлены местными правительствами. Их комплектуют местные чиновники. Они избираются голосованием из членов общины по результатам экзаменов. Возглавляют правительства местные главы. В префектурах их называют префектами, в городах — мэрами. Они избираются общиной на прямых, тайных выборах, сроком на 4 года. Возрастной ценз для глав префектур — 30 лет; для глав муниципалитетов — 25 лет. В случае конфликта между советом и правительством, совет может выражать вотум недоверия правительству, а правительство — распускать совет и накладывать вето на его решения.
Местные власти вправе устанавливать префектурные и муниципальные налоги для пополнения бюджета. В случае финансового кризиса местное правительство может издавать муниципальные облигации, а центральное правительство может выделять средства из центральной казны для поддержания жизнедеятельности общества. Основные расходы местных бюджетов идут на строительство, образование и благоустройство территории.
Члены местных общин влияют на самоуправление путём выборов, референдумов, сбора подписей и подачи петиций, демонстраций и т. д. Для надзора за деятельностью местных правительств действует разветвленная сеть некоммерческих организаций и профсоюзов.